# Port-Sainte-Marie
 Port-Sainte-Marie  là một xã thuộc tỉnh Lot-et-Garonne trong vùng Nouvelle-Aquitaine phía tây nam nước Pháp. Xã này nằm ở khu vực có độ cao trung bình 41 mét trên mực nước biển.